# ネオン工事技術者
ネオン工事技術者（ネオンこうじぎじゅつしゃ）とは、ネオン工事技術者試験に合格した者。
合格者は、特種電気工事資格者（ネオン工事）の認定が得られる。

## 概要
ネオン管の設置、ネオン電線を配線するための資格である。受験には実務経験は問われない。そのため、学生でも受験でき取得できる。試験は例年2月に、東京で行なわれ、筆記試験および実技試験にて実施される。
合格者には日本サイン協会により「ネオン工事技術者証」、平成16年経済産業省告示第104号第5条で定める様式によるネオン工事試験合格証及び、試験が平成16年経済産業省告示第104号で定める内容に合致していることを証明する書類を交付される。

## 受験資格
- 電気工事士免状の交付を受けている者